# Kąkol polny

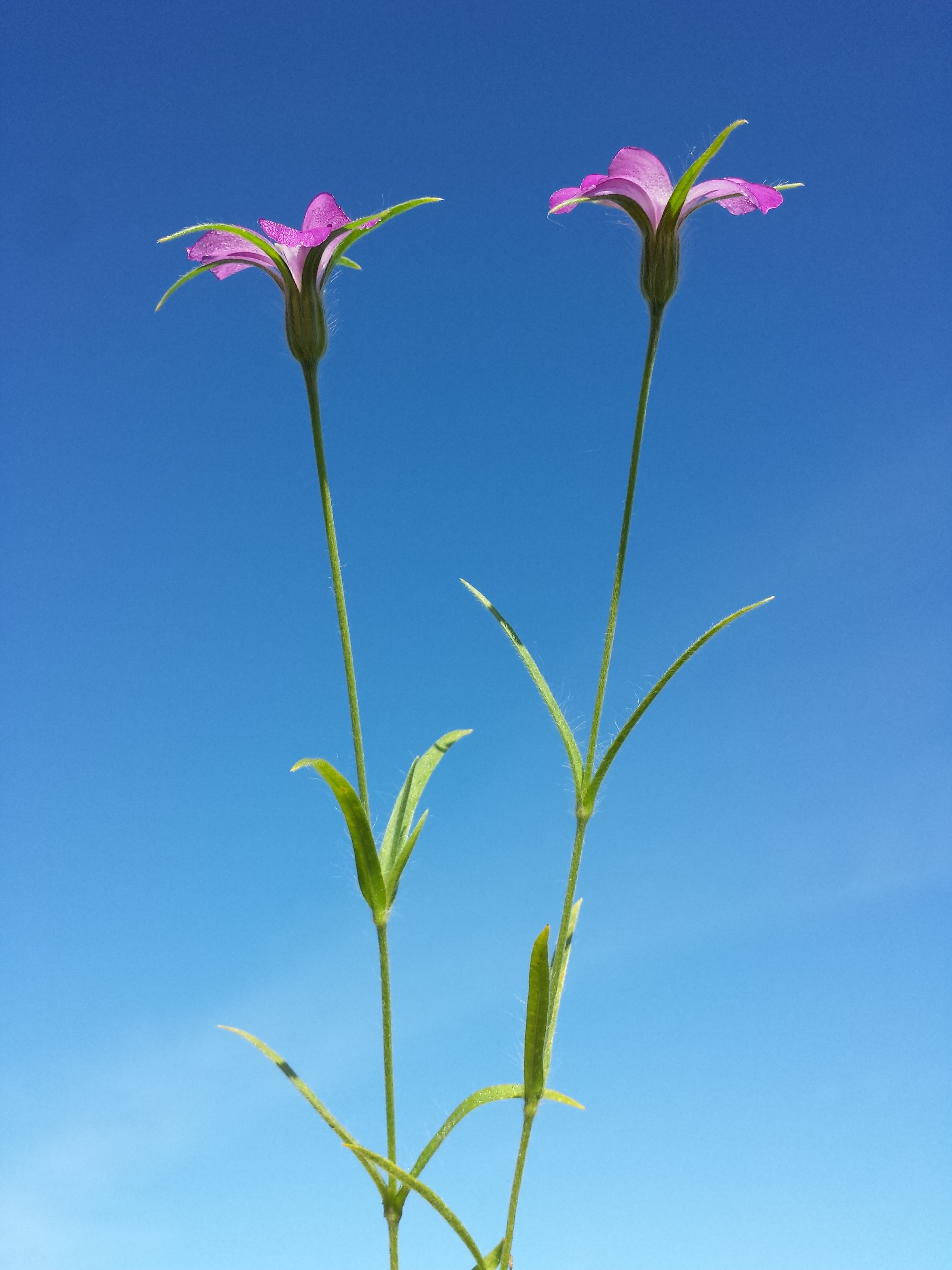
Pędy kwitnące

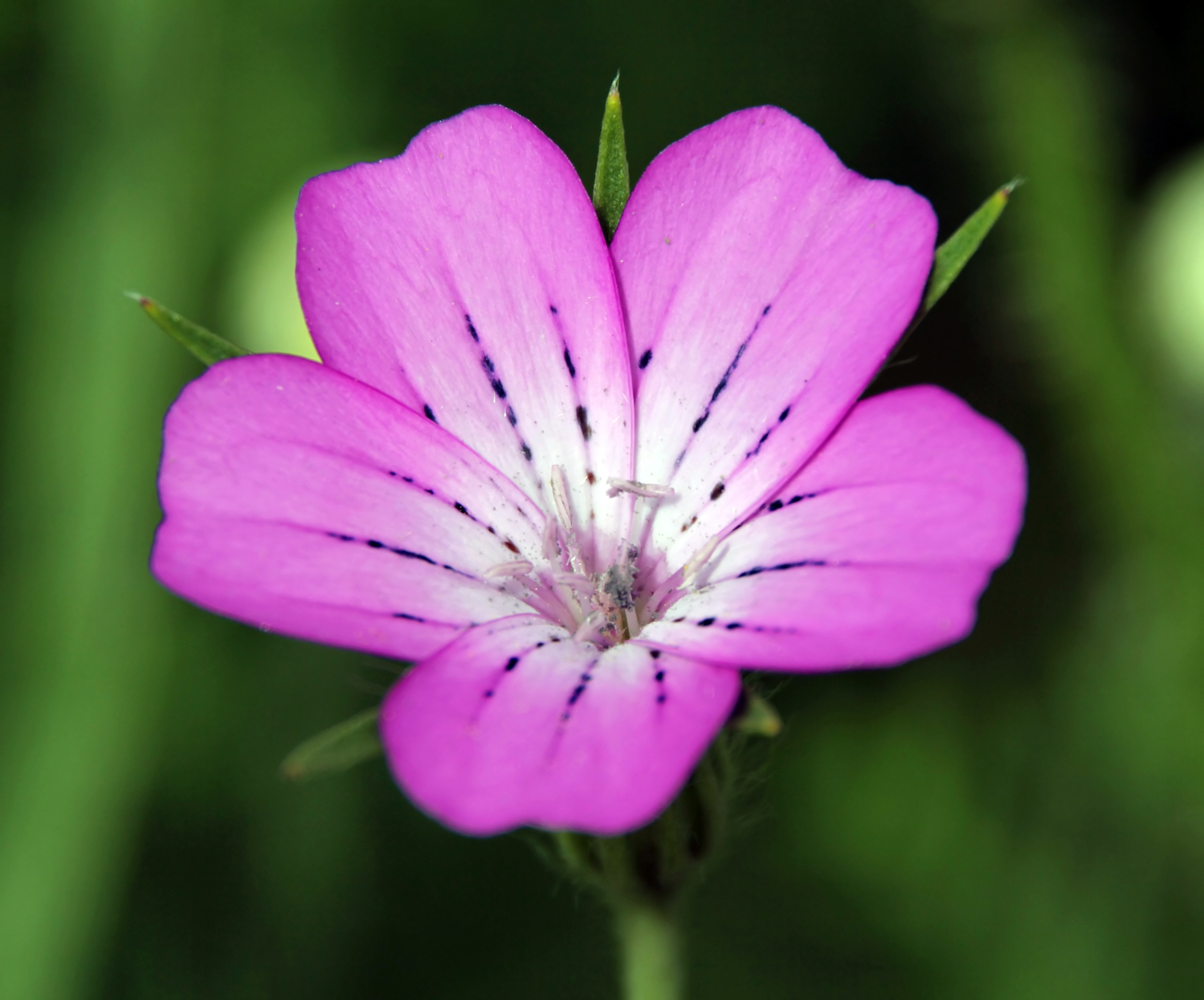
Kwiat

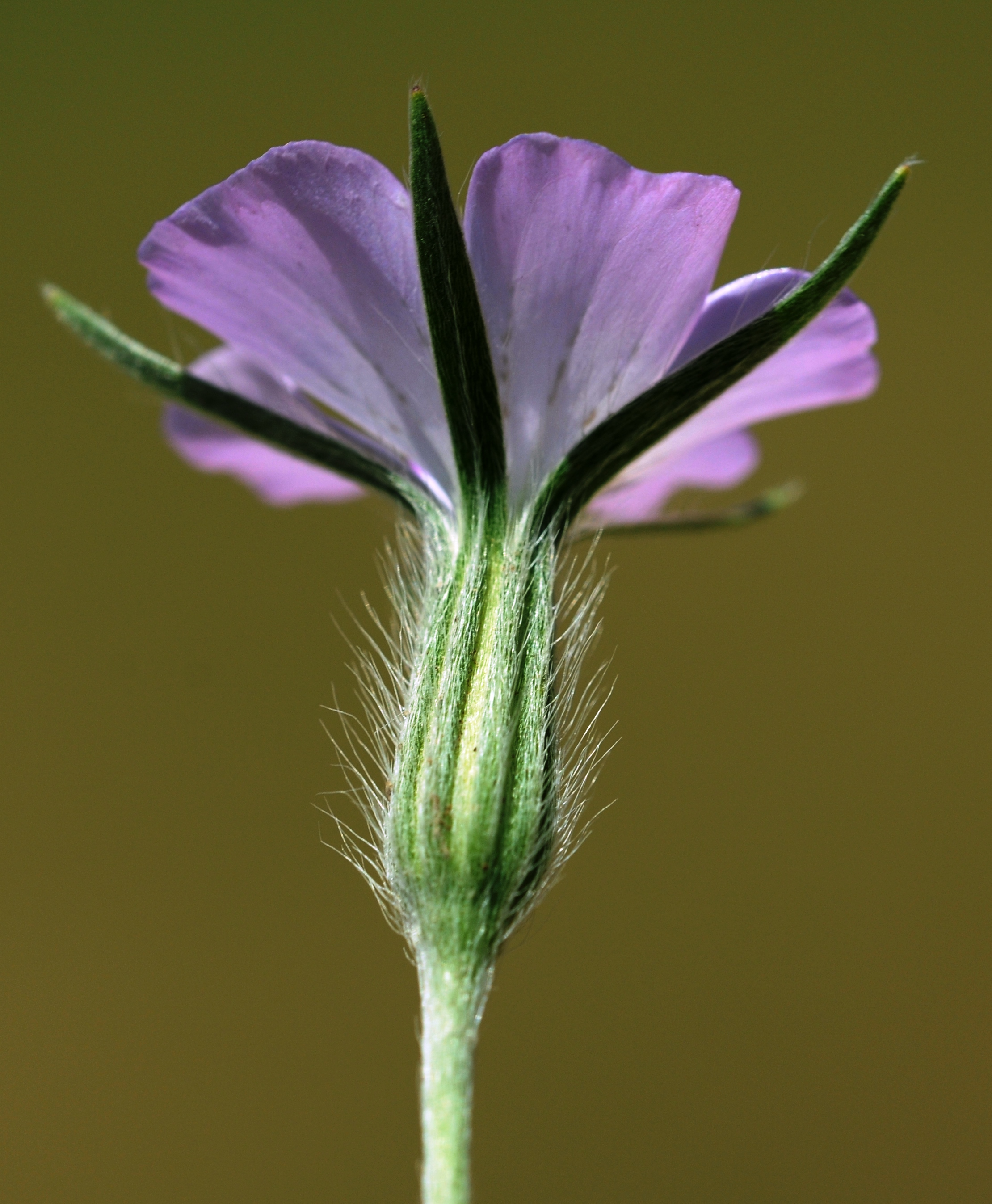
Kwiat z boku

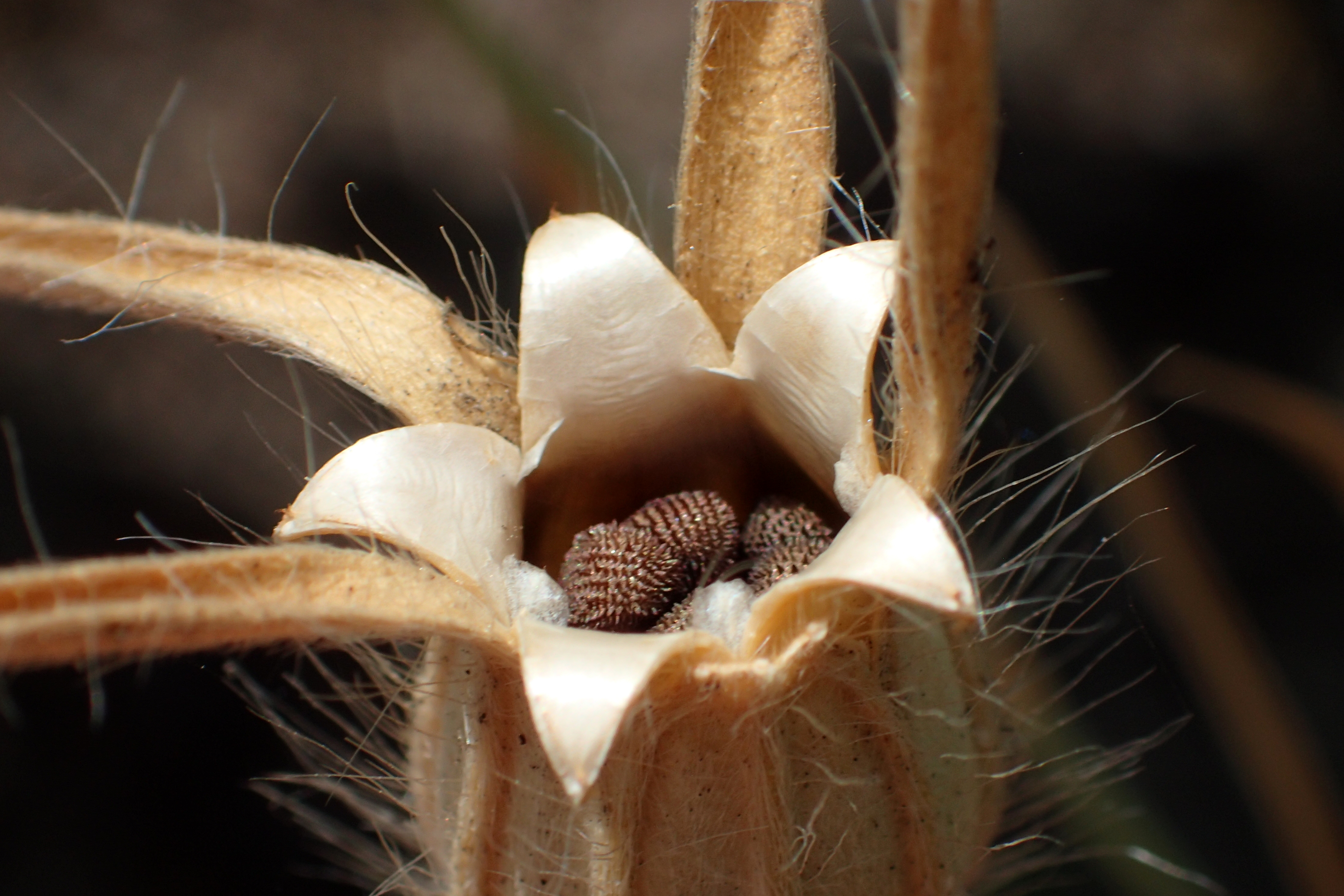
Otwarty owoc z nasionami

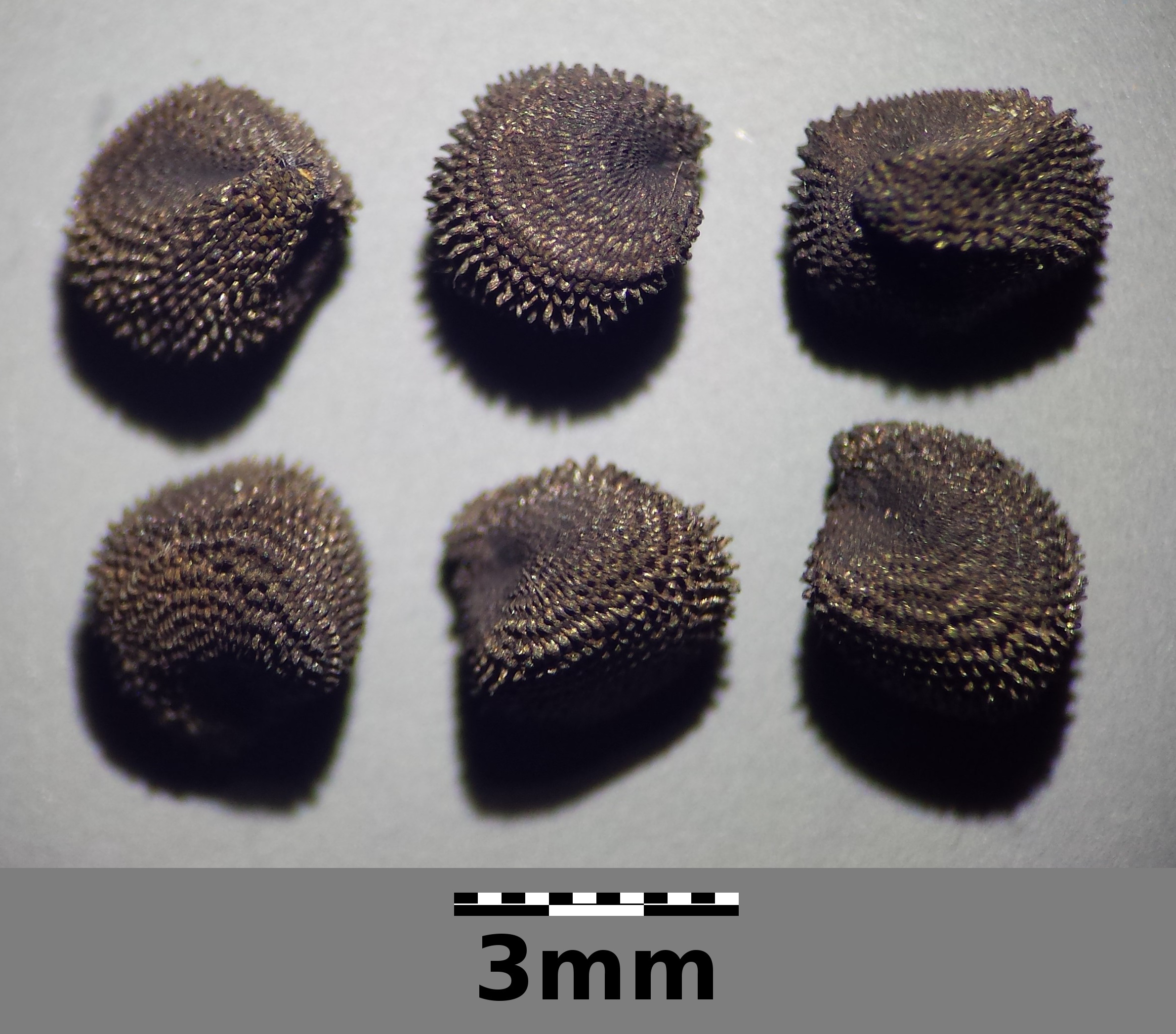
Nasiona

Kąkol polny (Agrostemma githago L.) – gatunek rośliny z rodziny goździkowatych. Pochodzi z zachodniej i środkowej Azji, południowej Europy i północnej Afryki. Został szeroko rozprzestrzeniony wraz z uprawami zbóż, w których rośnie jako chwast. W przeszłości był pospolity, stwarzał problemy jako roślina trująca (powodował masowe zatrucia). Współcześnie staje się coraz rzadszy i wymaga ochrony dla zachowania. Bywa uprawiany jako roślina ozdobna. W przeszłości wykorzystywany był także w ziołolecznictwie ludowym i odgrywał pewną rolę w obrzędowości ludowej.

## Rozmieszczenie geograficzne
Roślina nie występuje współcześnie nigdzie w naturze, ale przypisuje się jej pochodzenie z basenu Morza Śródziemnego i Azji. Jako gatunek rodzimy kąkol podawany jest z północnej Afryki (od Libii po Maroko), zachodniej i środkowej Azji (od Bliskiego Wschodu po Syberię, zachodnie Chiny i Afganistan) oraz południowej Europy. Jeszcze w czasach prehistorycznych, w neolicie, gatunek wraz z uprawami zbóż rozprzestrzeniony został na północ do Europy Środkowej i Północnej. Następnie już w czasach historycznych trafił na Wyspy Kanaryjskie, do południowej Afryki, Ameryki Północnej i Południowej, Australii i Nowej Zelandii.

## Morfologia
PokrójRoślina zielna o łodydze prosto wzniesionej, mocnej, pojedynczej lub rozgałęziającej się, osiągającej od 5 do 150 cm wysokości (najczęściej 30–80 cm). Cała roślina jest przylegająco i miękko owłosiona długimi i krótkimi, białymi włoskami. Z powodu owłosienia ma szarozielony kolor. Korzeń jest wrzecionowaty, silnie rozgałęziony i osiąga podobną długość jak pęd nadziemny.
LiścieUlistnienie naprzeciwległe, liście bez przylistków, zrośnięte nasadami, równowąskolancetowate i na końcach zaostrzone. Osiągają 5–13 cm długości i 0,2–1 cm szerokości. Mają wyraźną centralną wiązkę przewodzącą. Liście odchylone są od łodygi pod kątem ostrym, małym zwłaszcza w przypadku roślin rosnących w dużych zagęszczeniach, przez co upodabniają się bardzo do zbóż.
KwiatyWyrastają pojedynczo tylko na szczytach łodyg i z kątów liści na szypułkach o długości zwykle 3–10 cm. W sumie na jednej roślinie zwykle jest ich od 1 do 10, najczęściej 2–3, ale czasem nawet ponad 50. Kielich trwały, owłosiony, 10-nerwowy, składający się z walcowato-jajowatej rurki o długości ok. 2 cm i 5 zielonych, trójkątnych ząbków o długości do 3–5 cm (dłuższych od płatków). Ząbki kielicha wydłużają się jeszcze podczas owocowania. Koronę tworzy 5 wolnych płatków o barwie od czerwonej do purpurowoliliowej (fioletoworóżowej), u nasady białych z długim paznokciem, bez przykoronka. Paznokieć w dole wzmocniony jest dwoma podłużnymi listewkami. Płatki korony są krótsze od działek kielicha, osiągają 2–3,5 cm długości. Pręcików jest 10, o długości ok. 1 cm. Zalążnia jest jednokomorowa. Szyjek słupków jest 5 o długości 1 cm.
OwoceTorebki o długości 1,2–1,8 cm, jajowate, okryte rurką kielicha, otwierające się 5 klapami. Zawierają do 60 nasion, które są ciemnobrunatne (nie w pełni dojrzałe) do czarnych (po dojrzeniu) o długości 2,5–3,5 mm i grubości 2,2 mm. Mają one kształt trójkątnie nerkowaty do prawie czworościennego, są słabo kanciaste. Matowa łupina pokryta jest koncentrycznymi szeregami ostrych brodawek. Przy zwężonym szczycie nasiona znajduje się wgłębienie ze znaczkiem (hilum) i wystającym końcem korzenia pierwotnego. Od znaczka wzdłuż boków nasiona biegną dwie bruzdy.
Gatunki podobneJedyny inny gatunek kąkolu – kąkol wysmukły A. brachyloba rośnie w Grecji i Turcji, jest słabo owłosiony, ma wąską rurkę kielicha, podobnej długości jak ząbki kielicha i płatki dłuższe od ząbków kielicha.

## Biologia

### Rozwój

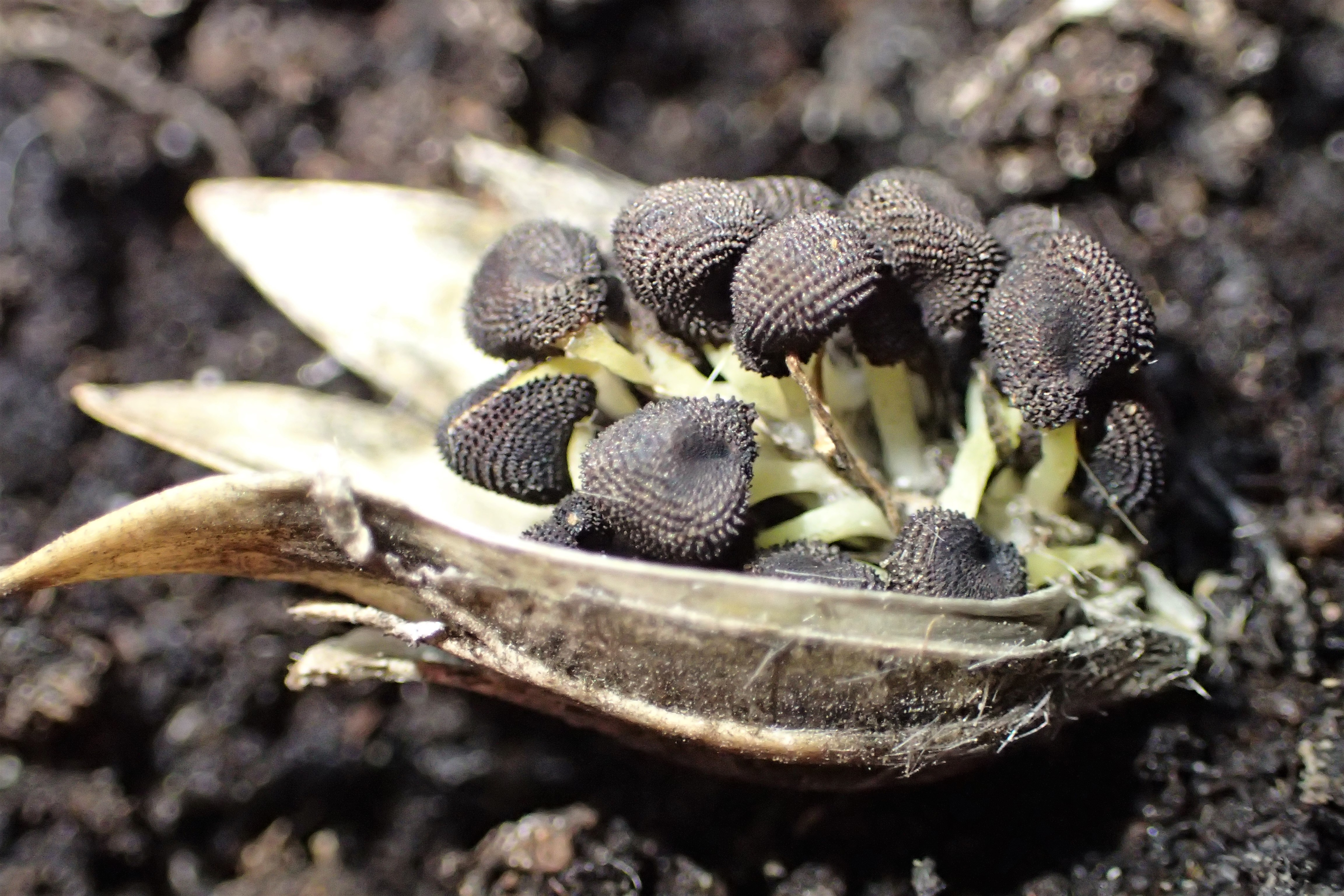
Kiełkowanie nasion zaczyna się czasem jeszcze w owocu

Roślina jednoroczna. Kwiaty są przedprątne – najpierw dojrzewają pylniki, które pękają i eksponują pyłek. Następnie pylniki te są odrzucane i znamię staje się gotowe na przyjęcie pyłku. W tym czasie kolejne pręciki wydłużają się, otwierają i jeśli wcześniej nie doszło do zapylenia krzyżowego dokonują samozapylenia. W zależności od obszaru występowania i populacji kąkole kwitną w różnych terminach. Populacje środkowoeuropejskie zakwitają od czerwca do lipca (rzadko kwitną do sierpnia). Kwiaty są owadopylne – zapylane są najczęściej przez bzygowate i inne muchówki, rzadziej przez motyle, pszczoły i inne błonkoskrzydłe. W czasie kwitnienia kwiaty są eksponowane zwykle ponad otaczającym zbożem. 
Nasiona dojrzewają w ciągu ok. 33 dni od zapylenia, równocześnie z nasionami zbóż, wśród których rośnie kąkol, tj. w sierpniu i wrześniu i wtedy torebki się otwierają. Na jednej roślinie powstać może do 2,5–3 tysięcy nasion. Po ich dojrzeniu rośliny zamierają. W glebie nasiona zachowują zdolność kiełkowania na ogół przez jeden rok. Według niektórych źródeł jeszcze po 5 latach przebywania w glebie zdolność do kiełkowania zachować jednak miało 10% nasion. Nasiona przechowywane bez gleby po 5 latach kiełkują w 62%. Nasiona rozprzestrzeniane są głównie w wyniku zebrania owocujących roślin wraz z rośliną uprawianą. Jeśli owoce nie zostaną zebrane, nasiona rozsiewają się zwykle w odległości do 1 m od rośliny macierzystej, wyrastając w takiej sytuacji w kolejnym roku w dużym zwarciu. Rzadko przenoszone bywają przez ptaki. Jeśli zebrane zostaną wraz ze zbożami – nasiona przedostają się do ziarniaków zbóż w czasie ich omłotu. 
W warunkach polowych kiełkuje z powodzeniem około 10% nasion. Duża śmiertelność młodych roślin wiązana jest z ich wrażliwością na przesuszenie. Gdy w warunkach kontrolowanych kiełkujące rośliny były podlewane dwa razy dziennie – rozwijało się 88–97% młodych roślin. Wschody pojawiają się jesienią (głównie i dlatego uznawany jest za roślinę ozimą), rzadziej wiosną i są stosunkowo obojętne na temperaturę kiełkowania. 
Kiełkowanie zaczyna się od spuchnięcia nasiona i wydłużenia korzonka pierwotnego. Dwa mięsiste liścienie wynoszone są na zielonawym hipokotylu osiągającym długość do 2–3 (czasem do 5) cm i średnicę ok. 1,5 mm. Liścienie są dwa, podługowate, na szczycie tępe, u nasady zwężone w krótkie i szerokie ogonki, które zrastają się nasadami. Jeden z liścieni jest większy – osiąga do 18–20 mm długości i 7–9 mm szerokości, podczas gdy drugi – 15–18 mm długości i 5–6 mm szerokości. Epikotyl osiąga 0,1–1,5 cm długości i jest owłosiony. Pierwsze liście wyrastają naprzeciwlegle, są równowąskie, zaostrzone i pokryte nierównymi, jednokomórkowymi włoskami. Liście z pierwszej pary osiągają 20–30 mm, drugie do 60 mm. 
Zimujące rozety są różnej wielkości. Pęd na wysokość zaczyna rosnąć w kwietniu.

### Liczba chromosomów
2n = 48. Gatunek mógł powstać w wyniku poliploidii kąkolu wysmukłego Agrostemma brachyloba, który ma 2n = 24.

### Właściwości biochemiczne
Cała roślina jest trująca, zarówno dla ludzi, jak i koni, bydła i świń. Za toksyczność tego taksonu odpowiadają białka inaktywujące rybosomy i triterpenowe saponiny (głównie pochodne gipsogeniny i kwasu kwilajowego). Nasiona (zwłaszcza zarodek i liścienie) zawierają trującą gitaginę (saponinę trójterpenową), której jest do 5–7% w suchej masie, czasem nawet do 14%. Zawartość ta jest zmienna w zależności od warunków środowiska. 
Mąka ze zmielonymi nasionami kąkolu jest szkodliwa dla zdrowia już przy domieszce sproszkowanych nasion w ilości 0,5%, a według niektórych źródeł już od 0,1%. Przy większych domieszkach kąkol nadaje mące sine zabarwienie i gorzki smak. Objawy zatrucia mogą wystąpić już po spożyciu 3–4 nasion kąkolu. Obróbka cieplna zmniejsza toksyczność saponin, rozkładających się częściowo w wyższych temperaturach. Po spożyciu niewielkiej ilości saponin pochodzących z kąkolu objawami zatrucia są: drapanie w przełyku, nudności i lekkie zaburzenia trawienne. Przy poważniejszych zatruciach objawami są: podrażnienie błon śluzowych (owrzodzenie śluzówki), bóle głowy i mdłości, przyspieszenie tętna i paraliż mięśni oddechowych, gorączka, majaczenie, zapalenie oskrzeli, zaburzenia rytmu serca, częściowa hemoliza krwi, rzadziej: zawroty głowy, kurcze, śpiączka. Śmierć następuje w wyniku ośrodkowego porażenia oddechu. W przeszłości przypisywano kąkolowi zwiększanie podatności na zachorowanie na trąd.
W przypadku zwierząt, obecność 2–5 nasion kąkolu na 1000 ziarniaków zboża stanowiących paszę spowodować może padnięcie bydła i drobiu, a w przypadku świń wystarczy nawet 1 nasiono na 1000 ziarniaków zbóż. 

## Ekologia

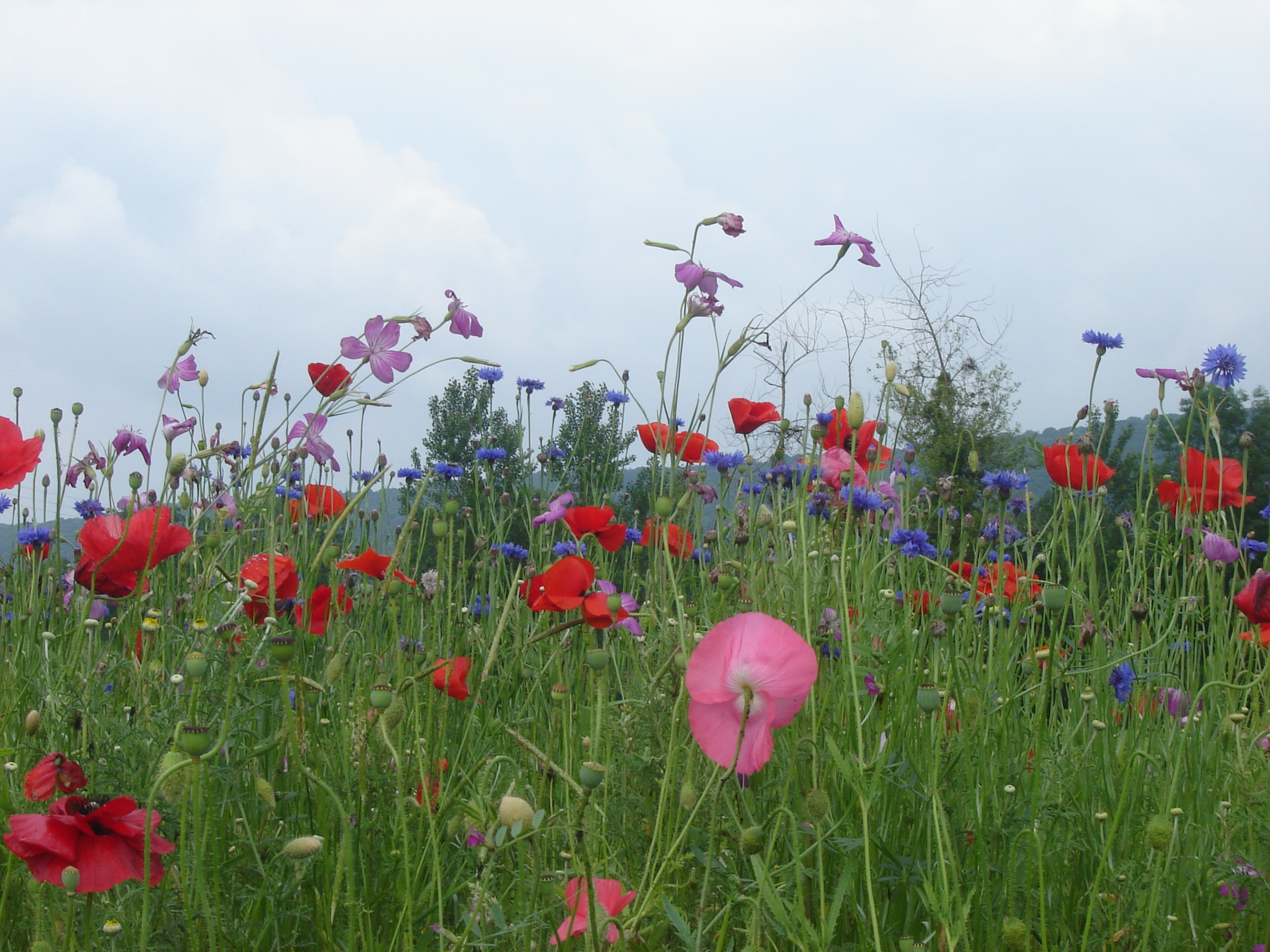
Zbiorowisko segetalne z kąkolem, chabrem bławatkiem i makiem polnym

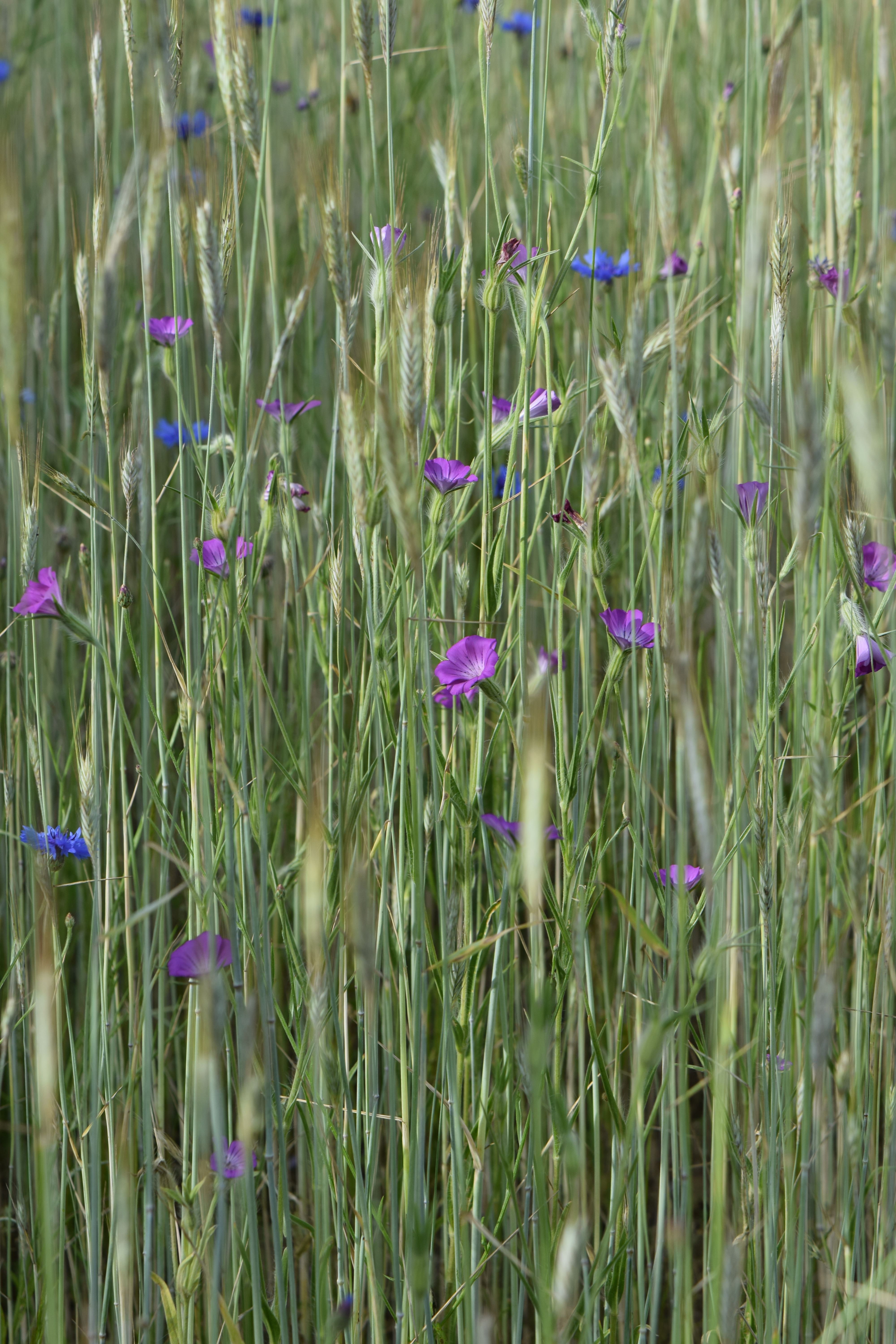
Kąkol w zbożu

### Siedlisko
Chwast segetalny – gatunek występujący niemal wyłącznie w uprawach rolnych. Dawniej był pospolitym chwastem, głównie zbóż, najczęściej pszenicy i żyta, zwłaszcza w oziminach. Często rośnie też w uprawach wyki kosmatej (ozimej). Rzadko rośnie w uprawach innych roślin strączkowych i okopowych. Nigdzie już nie spotyka się go w środowisku naturalnym. Rzadko spotykany w sąsiedztwie pól – na przydrożach, w żywopłotach. W Szwecji obserwowany był na stromym, piaszczystym i erodującym stoku. 
Rośnie na wszelkich glebach, na których uprawiane są rośliny, którym towarzyszy. Mogą to być gleby piaszczyste, ilaste, gliniaste (według niektórych źródeł – te preferuje), wapienne i dobrze przewietrzone. Należy do gatunków obojętnych w stosunku do odczynu gleby i zawartości azotu, ale preferuje gleby słabsze, słabo próchniczne i nienawożone mineralnie. Nie rośnie na glebach zbitych, na których stagnuje woda. Siewki dobrze rozwinięte potrafią znieść mrozy do -15 °C, ale słabsze giną. Siewki kiełkujące na powierzchni gleby są wrażliwe na wysychanie.
Gatunek rośnie na terenach nizinnych. Najwyższe stanowiska w Alpach miał na 1140 m n.p.m. W Wielkiej Brytanii nie był notowany powyżej 600 m n.p.m. W Polsce na Gubałówce sięgał 1025 m n.p.m., poza tym w Karkonoszach do 650, w Tatrach do 930, a w Bieszczadach Zachodnich do 460 m n.p.m.

### Fitosocjologia i relacje międzygatunkowe
W klasyfikacji zbiorowisk roślinnych Europy Środkowej gatunek charakterystyczny dla rzędu (O.) Centauretalia cyanii. Ze względu na znaczące zmiany w zbiorowiskach chwastów, jakie nastąpiły w ciągu minionego wieku, kompozycja gatunkowa zbiorowisk z udziałem kąkolu także uległa w tym czasie zmianie. Kąkol bardzo źle znosi konkurencję gorczycy białej i roślin uprawianych, jeśli rosną bardzo gęsto. 
Młode rośliny kąkolu zjadane są przez króliki i inne niewielkie ssaki, także przez ptaki i ślimaki, unikają natomiast kąkolu zwierzęta domowe. Na roślinach stwierdzono żerowanie przedstawiciela ryjkowcowatych – Hypera arator. W kąkolu rozwijają się larwy minujące owadów z gatunków: Amauromyza flavifrons, Scaptomyza graminum, Phorbia echinata, Cnephasia incertana, C. incerjectana i Noctua pronuba. Kąkol jest letnią rośliną żywicielską pluskwiaka Macrosiphum agrostemnium. Deformacje kwiatów i całych roślin powodować może żerowanie wciornastka Thrips atratus. Na owocach kąkolu stwierdzono także psotniki z rodzaju Ectopsocus. 
Nie jest znana mikoryza u tego gatunku. Na pędach kąkolu rozwijają się jako pasożyty takie grzyby jak: Septoria dianthi, Marssonina delastrei, Peronospora agrostemmatis, Puccinia arenarinae, Taphridium githaginis, Ustilago superba i U. antherarum.

## Zmienność
Wyróżnia się trzy odmiany:
- var. githago – odmiana typowa;
- var. macrospermum (Levina) Hammer – odmiana wielkonasienna, występuje głównie w uprawach zbóż w Europie Południowej;
- var. linicolum (Terechov) Hammer (syn. A. linicola Terechov) – odmiana o nasionach drobnych i niemal gładkich.

Poza tym populacje z różnych obszarów cechują się różnicami w terminach kwitnienia, średniej liczbie kwiatów i nasion powstających na roślinie, różnią się wzrostem, długością działek, kształtem i barwą płatków, kształtem torebki. Wszystkie te różnice mają niewielkie znaczenie taksonomiczne, choć były powodem opisywania ras sezonowych lub form. Wyróżnia się jedną formę o kwiatach białych.
Nie stwierdzono mieszańców międzygatunkowych, ale wyróżnione odmiany mieszają się i dają płodne potomstwo (var. githago × linicolum).
Wyhodowano różne odmiany uprawne różniące się barwą kwiatów (np. 'Milas', 'Ocean Pearl', 'Purple Queen', 'Rose of Heaven').

## Nazewnictwo
Gatunek opisywany był od czasów średniowiecznych jako kąkolica, kąkolnica czarnucha żytnia, czarny kąkol (od barwy nasion), czarnucha, firletka kąkol, kąkolnica polna, kąkolnica pospolita. W pierwszych wydaniach „Roślin polskich” (1924) opisany został jako kąkolnica kąkol. Zwracano uwagę na powszechne mylenie kąkolu, która to nazwa pierwotnie oznaczała życicę (Lolium) z kąkolnicą/kąkolicą (Agrostemma). Kąkolem i kąkolnicą zwano też inny chwast – czarnuszkę (Nigella).
W drugiej połowie XX wieku ustalona została jedna nazwa zwyczajowa gatunku – kąkol polny. 
Naukowa nazwa rodzajowa Agrostemma utworzona została przez Karola Linneusza od greckich słów oznaczających w przenośni „roślinę polną nadającą się na wianki” (agros = pole i stemma = wianek, wieniec). Nazwa gatunkowa githago jest średniowieczną nazwą łacińską kąkolu, powstałą w wyniku złożenia łacińskiego słowa gith lub git odnoszącego się do czarnuszki i łacińskiego przyrostka -ago. Nazwa ta zainspirowana mogła być podobieństwem kształtu i barwy nasion tych roślin.

## Znaczenie użytkowe

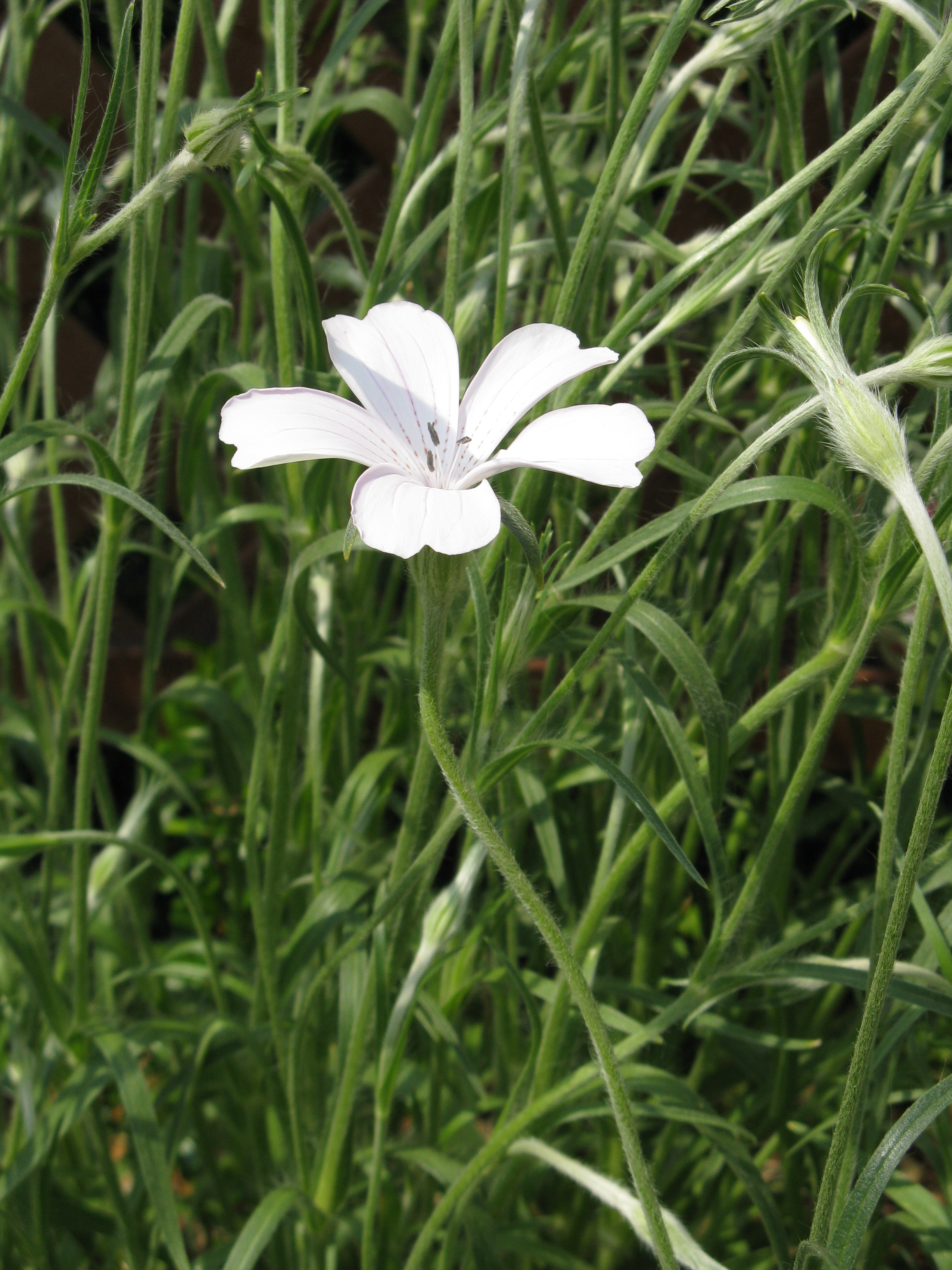
Białokwiatowa odmiana uprawna 'Sakuragai'

Jako chwast upraw zbóż przez wieki zatruwał mąkę z nich wytwarzaną. W średniowieczu typowe zanieczyszczenie mąki wynosiło 10 nasion kąkolu na 1 tysiąc ziarniaków zboża, ale zdarzały się i zanieczyszczenia 10-krotnie większe. Jeszcze na początku XX wieku nasiona kąkolu były jednym z najważniejszych zanieczyszczeń plonów zbóż. Gatunek stanowił też problem przy zbiorze czarnuszki siewnej ze względu na podobieństwo nasion i ich trujące właściwości. Rozwój technologii pozwalający na skuteczne czyszczenie ziarniaków zbóż praktycznie wyeliminował w ciągu XX wieku problem zanieczyszczenia plonu nasionami kąkolu, a w konsekwencji też spowodował ustępowanie gatunku. Nie ustalono dla gatunku progów szkodliwości ze względu na brak na ogół wpływu gatunku na wielkość plonu. Przy silnym zachwaszczeniu upraw utrudnia jednak zbiór i obniża jakość mąki (może być trująca i ciemniejsza, mąka zanieczyszczona kąkolem nadawała wypiekom gorzkiego i nieprzyjemnego smaku).
Dawniej zatrucia mąką, chlebem i kawą zbożową zanieczyszczonymi kąkolem zdarzały się i miały charakter masowy. Do częstych zatruć dochodziło jeszcze na początku XIX wieku. Dochodziło także do zatruć mięsem zwierząt, które spożyły kąkol. Współcześnie w krajach o wyższej kulturze rolnej zatrucia są rzadkie. Zdarzają się w przypadku zjedzenia nasion przez dzieci. Dochodziło do zatruć także w wyniku dodania kąkolu do wódki (saponiny zwiększają działanie (resorpcję) alkoholu). 
Kąkol polny uprawiany jest jako roślina ozdobna. Zalecany jest do uprawy w tradycyjnych ogrodach przydomowych i jako roślina na obwódki. Niezbyt nadaje się na kwiat cięty – szybko więdnie.
Nalewka z nasion stosowana jest w homeopatii. 
Podawane w niektórych źródłach informacje o wykorzystaniu silnie trującego kąkolu jako pokarmu głodowego tłumaczyć można omyłką wynikającą ze stosowania takiej samej lub podobnych nazw na określenie życicy i czarnuszki.

### Zastosowanie lecznicze
Kąkol polny nigdy nie był powszechnie stosowany w lecznictwie, także nigdy nie był uznawany za roślinę farmakopealną. Adam Lonicer (1582) zaproponował przepis na plaster przeciwrobaczy zawierający piołun (Artemisia absinthium), miód i mąkę przygotowaną przez zmielenie nasion kąkola. Wspomniał również, że A. githago może być stosowany w leczeniu bólu zębów, użądleń przez jadowite zwierzęta, wysypek i bólu kończyn. Inni jemu współcześni autorzy wspominali, że nasiona, rozcieńczone winem są skuteczne przeciwko przepuklinom, a zmieszane z "winem siarkowym" i octem leczyły wysypki i kaszel. W ziołolecznictwie ludowym wykorzystywano gotowane liście kąkolu do czyszczenia i leczenia wrzodów i innych chorób skórnych. Dla powstrzymania krwawienia trzymano korzeń kąkolu pod językiem. Nasion używać miano jako środka moczopędnego i do „pędzenia miesięcznego”. Dawniej także przy żółtaczce i glistnicy. Kąkol stosowano także do leczenia kataru – po utłuczeniu nasion moczono je w occie, suszono i wąchano. Na Pokuciu kobiety piły napar z kąkolu przy białych upławach.
Współczesne badania stwierdzają cytotoksyczność ekstraktów z tej rośliny wobec komórek nowotworowych; funkcję ochronną przed stresem oksydacyjnym; hamowanie wzrostu kultur Leishmania major; hamowanie syntezy białek oraz działanie przeciwwirusowe, antyangiogenne i antyhypercholesterolemiczne.

## Zagrożenia i ochrona
Gatunek niegdyś będący pospolitym chwastem upraw zaczął zanikać i stał się rzadki w Europie Zachodniej w latach 1910–1960. Także w Polsce dawniej pospolity kąkol zaczął być coraz rzadziej spotykany. W 2016 został umieszczony na polskiej czerwonej liście w kategorii NT (near threatened) – gatunek bliski zagrożenia. Przyczyną ustępowania gatunku było przede wszystkim skuteczniejsze czyszczenie nasion siewnych, ale też powszechne nawożenie pól i stosowanie herbicydów.
W celu zachowania różnorodności gatunkowej siedlisk związanych z uprawami zakładane są dla ginących gatunków chwastów specjalne uprawy zachowawcze (ogródki chwastów). W Polsce zajmuje się tym np. Klub Przyrodników i Muzeum Wsi Opolskiej w Opolu. W niektórych krajach Europy Zachodniej (np. w Wielkiej Brytanii) kąkol występuje już wyłącznie jako gatunek uprawiany w ogrodach i w specjalnie tworzonych dla ochrony takich jak ten gatunków – polowych rezerwatach przyrody.

## Zwalczanie
Jeszcze do początku XX wieku zalecanym sposobem na ograniczenie występowanie kąkolu w uprawach było ręczne pielenie upraw, płodozmian i starannie wykonywane zabiegi agrotechniczne (uprawa pożniwna i przedsiewna niszczy siewki jesienne) oraz „chędożenie” ziarna zbóż od nasion chwastów. Usunięcie siewek kąkolu do lutego (w Europie Zachodniej) skutkowało wyeliminowaniem wpływu chwastu na plon gatunku uprawianego. Prace ręczne nie pozwalały jednak na skuteczne wyeliminowanie tego chwastu z upraw. Dopiero rozwój technik oczyszczania nasion przed siewem spowodował radykalny spadek udziału obecności kąkolu, a z czasem zagrożenie jego całkowitym zniknięciem. Urządzeniem skutecznie oddzielającym nasiona zbóż od kąkolu jest tryjer.
Kąkol jest odporny na działanie wielu herbicydów, w tym na 2,4-D. Skuteczne są preparaty zawierające bromoksynil i dikambę. Opryski zaleca się wykonywać od pojawienia się trzeciego liścia do końca krzewienia, w dni ciepłe (od 10 do 25 °C) i bezwietrzne. Ogranicza obecność kąkolu także duże zagęszczenie roślin uprawianych.

## Uprawa
Roślina jest łatwa w uprawie, może się sama rozsiewać i utrzymywać przez wiele lat w ogrodzie.
WymaganiaNajlepiej rośnie w pełnym słońcu, w miejscach osłoniętych od wiatru, na glebach dobrze przepuszczalnych. Na glebach ubogich kwitnie obficie, a zasilanie nawozami może osłabić kwitnienie.
RozmnażaniePrzez wysiew nasion od marca, po ustąpieniu mrozów, w rowkach o głębokości 1 cm. Siewki się przerywa w kwietniu tak by uzyskać odstępy 15–30 cm między roślinami. Źle znoszą przesadzanie. Nasiona można wysiewać także jesienią (w październiku) do pojemników, które zimować powinny pod osłonami. Kwiaty wysiane jesienią szybciej zakwitają. Ponieważ zwłaszcza młode rośliny łatwo się pokładają warto kąkol sadzić w grupach, w których rośliny stanowią sobie wzajemnie osłonę i podporę.
PielęgnacjaRośliny rosnące w miejscach odsłoniętych wymagać mogą podpór, ponieważ bez nich łatwo się pokładają. Nie zaleca się nawożenia, natomiast wskazane jest podlewanie w okresach suszy, jednak takimi ilościami wody, by ta nie stagnowała w miejscach uprawy kąkolu. W zależności od preferencji można pozwolić kąkolowi rozsiewać się samodzielnie w miejscu uprawy lub można osłaniać owoce torebkami i zbierać nasiona ewentualnie wykopywać rośliny tuż po przekwitnieniu, w celu uchronienia się przed ich rozsianiem.
Choroby i szkodnikiGatunek odporny i na ogół wolny od chorób i szkodników.

## Kąkol w kulturze
Tradycyjnie roślina uznawana była za diabelską – przyciągać miała pioruny, a rosnąc obficie na polach wskazywać miała gospodarzy nawiedzanych i nakłanianych do grzechu przez szatana. Z powodu diabelskich powiązań kąkol nie mógł znaleźć się w wiankach święconych w czasie Uroczystości Najświętszego Ciała i Krwi Chrystusa.
Specyficzne obrzędy miały uwolnić pola od kąkolu. We wspomnienie świętego Grzegorza w rejonie Mościsk obchodzono tzw. święto kąkolu – dzieci wychodziły wówczas w pole, wyrywały kąkol i śpiewały rozrzucając go na różne strony. W rejonie Brzozowa i Sanoka wcześniej suszone pęki kąkoli i bławatków zatykano na żerdziach dzień przed wspomnieniem świętego Jana i po ich podpaleniu obiegano z nimi pola. W okolicach Krosna i Jasła śpiewano przy tym „Uciekaj śnieciu, bo cię będę świecił, uciekaj kąkolu, bo cię będę polił”. W okolicach Tarnobrzega w Wielki Poniedziałek gospodarze rozrzucali w polu skorupki święconych jajek, co miało ich chronić przed kąkolem. W rejonie Nowego Targu i na Spiszu święcono kąkol na Święto Matki Boskiej Zielnej w celu ochrony przed nim upraw. Wierzono, że mróz w Wielki Piątek powoduje wyginięcie kąkolu na polach.
Kąkol traktowano też jako ziele ochronne – w dniu świętego Jana wtykano w strzechy i ściany domostw, na Kaszubach używano ich do plecenia wianków, które chronić miały krowy przed złem. W rejonie Tarnobrzega i Niska oczarowane krowy okadzano poświęconym kwiatem kąkolu.
Wspominany jest w ludowych pieśniach miłosnych – Kąkolu, kąkolu, nie siej się po polu; Bo cię panny lubią, na wianki cię skubią.
Kąkol symbolizuje chwast w Biblii Jakuba Wujka (Mt 13,25) oraz w Dialogach Grzegorza I (Gdy więc tego samego rodzaju grzesznicy są skazywani na tego samego rodzaju kary, to aniołowie, który im wyznaczają miejsce kaźni, jakby wiążą kąkol na spalenie).
Poczta Polska wyemitowała 5 września 1967 r. znaczek pocztowy przedstawiający kąkol polny o nominale 2,50 zł, w serii Kwiaty polne. Autorem projektu znaczka był Tadeusz Michaluk. Znaczek pozostawał w obiegu do 31 grudnia 1994 r.

## Onomastyka
Na przełomie XX i XXI w. nazwisko Kąkol w Polsce nosiło ponad 4000 osób. Największą popularność ma na Pomorzu Gdańskim, Podbeskidziu i w rejonie od Warszawy do Siedlec i Łukowa. Nazwisko Kąkolewski nosiło ok. 1200 osób, głównie w zachodniej Polsce, zwłaszcza w Poznaniu. Nazwisko Konkol, popularne zwłaszcza na Pomorzu Gdańskim, nosiło około 3000 osób. Nazwisko Konkolewski nosiło niespełna 500 osób, zwłaszcza w rejonie Borów Tucholskich i jego okolic. Inne nazwiska pochodzące od słowa kąkol są rzadkie. Nazwisko Konkol występuje także w Stanach Zjednoczonych, gdzie jest bardzo rzadkie.